# Генріх Русин
Генріх Русин (нім. Heinrich Ruthenus; Генріх-молодший) — другий син Генріха I, фогта (війта) Плауена, і його дружини, уродженої графині Еферштайн (Everstein).
Уперше згаданий у документах у 1276. У 1289 посвячений у лицарі.
Остання документальна згадка — 4 листопада 1292.
Згідно з генеалогією Бертольда Шмідта, помер перед 12 грудня 1295.
Ймовірно отримав своє прізвисько Русин (Ruthenus, Rusze, Reuß) через тривале перебування на сході Європи і/або завдяки своїй дружині Марії Свіговській (Swihowska), доньці галицького князя Свіговського (Swihowsky) і руської княжни.